# Абдаллах Челбір
Абдаллах (Габдала) Челбір (д/н — 1225) — 15-й емір Волзької Болгарії у 1178—1225 роках. Повне мусульманське ім'я Абдаллах аль-Мустансир. Відомий також як Абдалла III.

## Життєпис
Походив з династії Дуло, суварської гілки. Син еміра Отяка. Після загибелі останнього 1178 року спадкував владу. Деякий час боровся проти половців на чолі з ханом Чишмою (онуком Ітлара). Остаточно закріпив столицю в Білярі.
1180 року призначив брата Наср ад-Діна правителем Великого Болгара та західної частини держави. У 1183  і 1185 роках проти Абдаллаха виступав великий князь Володимирський Всеволод Юрійович. Проте спроби останнього захопити біляр виявилися невдалими. 
До 1193 року дипломатичними заходами домігся мирних відносин з сусідами, а жорсткими — покори підвладних народів. В результаті булгарські купці отримали вільний шлях від Лівонії до Персії. Водночас починаються перші збройні сутички з Новгородською республікою у боротьбі за панування у В'ятській землі, що тягнулася з перервами до 1208 року. Абдаллаху вдалося відстояти володіння Волзької Болгарії.
1205 році вдалося вкотре відбити напад великого князя володимирського Всеволода Юрійовича 1209 року вступив у конфлікт з Юрієм, володимирським намісником рязанського князівства, щодо утиску булгарських купців. 1218 року Юрій став великим князем Володимирським, з яким негайно почалися конфлікти. Останній спрямував зусилля на витіснення булгарських купців та намагався підкорити мордовські племена, які до того переважно підкорялися Волзькій Болгарії. У відповідь булгарське військо захопило й сплюндрувало місто Устюг.
У відповідь великий князь володимирський заснував місто Нижній Новгород, а 1220 року вдерся й атакував Абдаллаха, захопивши місто Ошель. У 1223 році в межі держави вдерлися монголи на чолі з Субедеєм. Проте взимку 1223/1224 року в битві на річці Самара Абдаллах Челбір завдав поразки ворогові. Помер 1225 року. Йому спадкував брат Мір-Газі.